# Thalasseus bergii
Il beccapesci veloce o sterna crestata (Thalasseus bergii, Lichtenstein, 1823) è un uccello della sottofamiglia Sterninae nella famiglia Laridae.

## Sistematica
Thalasseus bergii ha cinque sottospecie:
- T. bergii bergii
- T. bergii enigmus
- T. bergii thalassinus
- T. bergii velox
- T. bergii cristatus
  - T. bergii gwendolenae, a volte considerata sottospecie separata da T. bergii cristatus

## Distribuzione e habitat
Questa sterna abita le coste atlantiche dell'Africa, dalla Nigeria al Sudafrica; tutte le coste dell'Oceano Indiano, compresi Mar Rosso e Golfo Persico, dal Madagascar all'Australia; le coste pacifiche dell'Asia, dall'Indonesia al Giappone; gran parte delle isole dell'Oceania a sud delle Hawaii. Frequenta le coste sabbiose, scogli, isole e saline.

## Galleria d'immagini

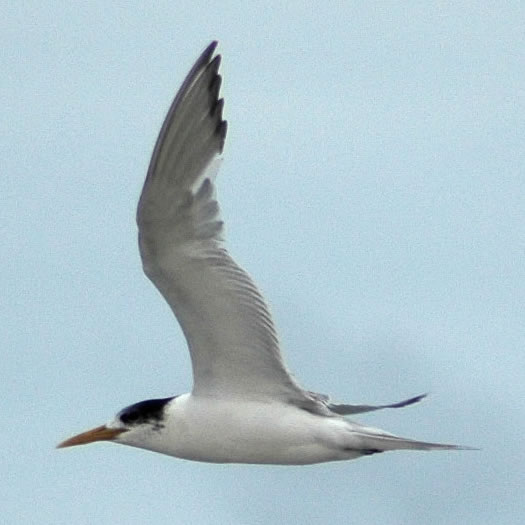
Beccapesci veloce in volo
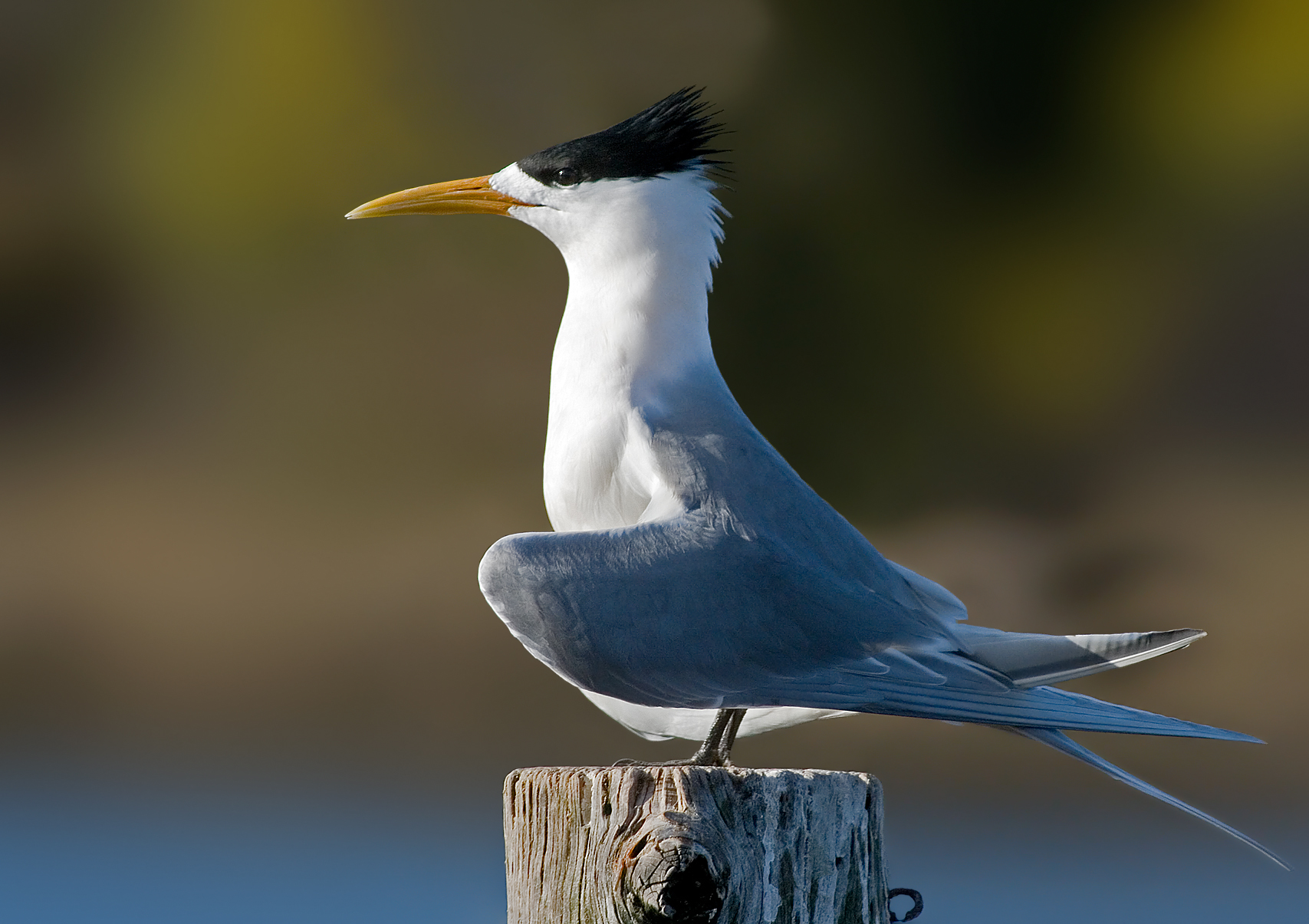
Un esemplare dal piumaggio nuziale
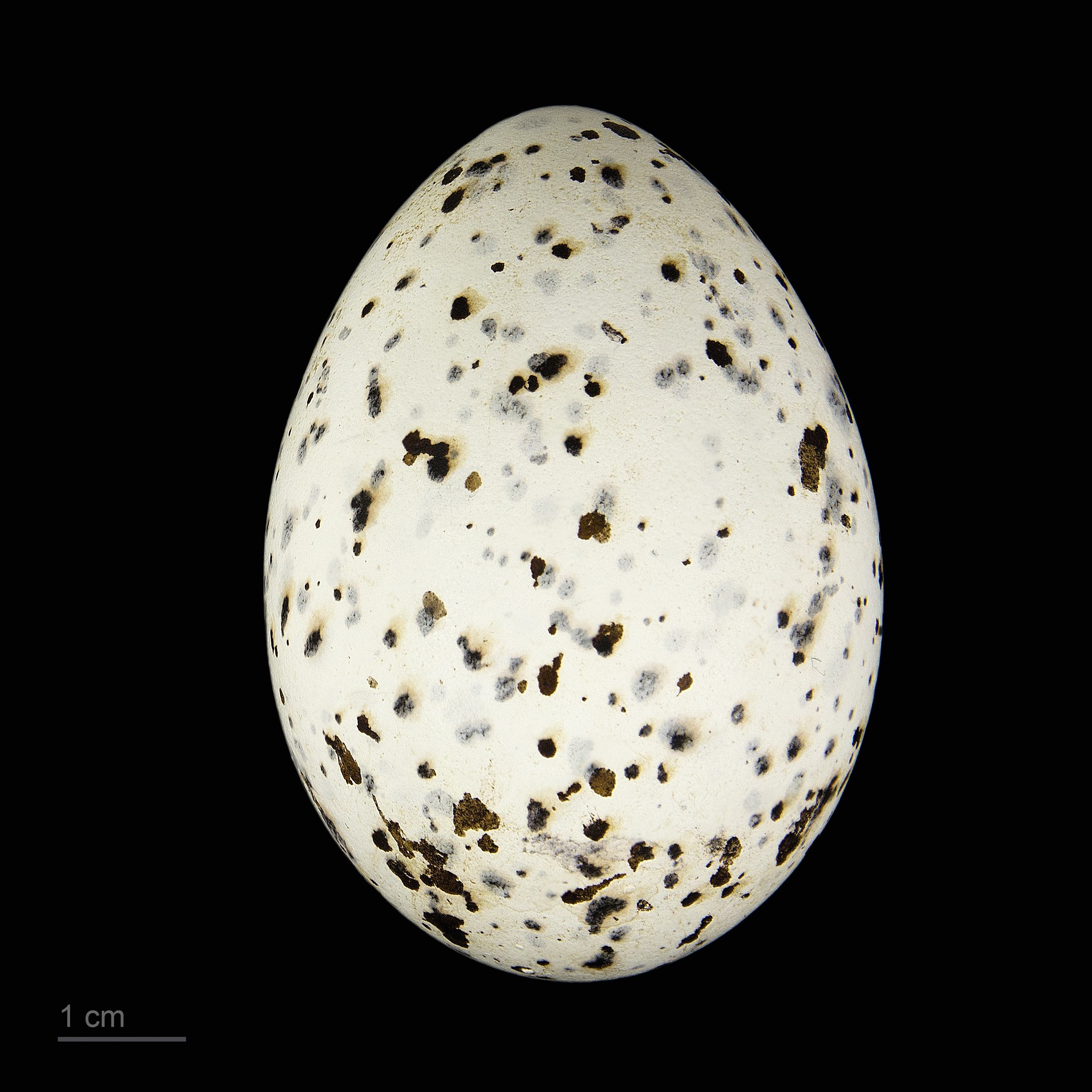
Museum specimen

## Descrizione
Il beccapesci veloce o sterna crestata prende il suo nome dalla cresta di piume nere che ha sulla sommitá del capo. Il collo, il ventre e la nuca sono bianchi; le ali e il dorso sono grigi. A differenza di molte specie di sterne le sue zampe sono relativamente corte e nere, proporzionate alle sue piccole dimensioni; il becco é giallo opaco.